# Krzysztof Bzdyl
Krzysztof Kazimierz Bzdyl ps. „Jan Godebski” (ur. 4 marca 1950 w Krakowie) – polski działacz opozycji antykomunistycznej w okresie PRL, współzałożyciel i działacz Konfederacji Polski Niepodległej (KPN), więzień polityczny w latach 1980-1981 i 1981-1983.

## Życiorys
W latach 1972–1975 studiował na Wydziale Ekonomiki Handlu Wewnętrznego na Akademii Ekonomicznej w Krakowie.
Od 1969 do 1981 r. pracował w różnych zakładach pracy w Krakowie m.in. w Krakowskim Przedsiębiorstwie Przemysłu Gastronomicznego, Zakładzie Transportu, Krakowskim Przedsiębiorstwie Handlu Artykułami Technicznymi Elmet, Dzielnicowym Zespole Ekonomiczno-Administracyjnego Szkół Kraków-Śródmieście i MPK Kraków.

### Działalność opozycyjna
Od młodości był zaangażowany w działalność antykomunistyczną. Jesienią 1968 r., kiedy studiował na AGH w Krakowie, był podejrzany o kolportowanie ulotek o „treści antyrządowej” na terenie miasta. W grudniu 1970 organizował w Krakowie manifestacje popierające strajkujących na Wybrzeżu robotników.
Od stycznia 1979 r. był współpracownikiem Studenckiego Komitetu Solidarności w Krakowie. W 1979 został działaczem Ruchu Obrony Praw Człowieka i Obywatela. 25 lipca 1979 r. był współzałożycielem Ruchu Porozumienia Polskich Socjalistów (RPPS) w Krakowie. Był członkiem założycielem Konfederacji Polski Niepodległej i sygnatariuszem założycielskiego Aktu Konfederacji Polski Niepodległej z 1 września 1979 r. Do 1984 r. należał do kierownictwa Obszaru II Południe KPN. W latach 1983–1984 był kierownikiem tego obszaru pod pseudonimem „Jan Godebski”. Był inicjatorem i organizatorem poligrafii KPN, a także drukarzem i kolporterem wydawnictw bezdebitowych. Był organizatorem manifestacji 11 listopada 1979 w Krakowie, a także różnych akcji ulotkowych i plakatowych. Organizował też zbieranie składek na pomoc represjonowanym.
We wrześniu 1980 r. został wiceprzewodniczącym Komitetu Założycielskiego NSZZ „Solidarność” w Dzielnicowym Zespole Ekonomiczno-Administracyjnym Szkół Kraków-Śródmieście.

### Represje
Za poglądy był często represjonowany, np. w 1976 został przeniesiony na niższe stanowisko w Krakowskim Przedsiębiorstwie Przemysłu Gastronomicznego za wypowiedzi przeciwko Polskiej Zjednoczonej Partii Robotniczej. Kilkakrotnie był zwalniany z pracy z powodu działalności politycznej, m.in. w 1976 r. został dyscyplinarnie zwolniony za zorganizowanie strajku w Zakładzie Transportu.
W latach 1979–1980 był kilkadziesiąt razy zatrzymywany przez SB, poddawany przeszukaniom. Dwukrotnie 10 grudnia 1979 i 14 stycznia 1980 był skazany na grzywny przez Kolegia do spraw wykroczeń za noszenie znaczka KPN.
Od 6 grudnia 1980 r. do 2 czerwca 1981 r. był aresztowany i osadzony w Areszcie Śledczym przy ul. Rakowieckiej w Warszawie.
Po wyjściu na wolność został członkiem Komitetu Obrony Więzionych za Przekonania. Na ogólnopolskim zjeździe tej organizacji w listopadzie 1981 r. wszedł w skład władz krajowych KOWzP.
Od 5 września 1980 do 7 czerwca 1982 r. był rozpracowywany przez SB „z powodu działalności w KPN oraz NSZZ „Solidarność”” (Sprawa Operacyjnego Rozpracowania pod Kryptonim „Epsilon”).
Po wprowadzeniu stanu wojennego był organizatorem strajku okupacyjnego w zajezdni tramwajowej MPK Podgórze w Łagiewnikach w Krakowie trwającego w dniach 13-15 grudnia 1981 r., był przewodniczącym Komitetu Strajkowego. Po rozbiciu strajku, 15 grudnia 1981 r., został zatrzymany i internowany. Osadzono go w Zakładzie Karnym w Nowym Wiśniczu, a 22 grudnia 1981 jego internowanie zostało przekształcone w aresztowanie.
W trybie doraźnym, specjalnym, zaostrzonym trybie orzekania kary, został 12 marca 1982 r. przez Sąd Warszawskiego Okręgu Wojskowego skazany na 3 lata pozbawienia wolności, za prowadzenie nielegalnej działalności związkowej NSZZ „Solidarność”, za to wraz z innym nie poniechali działalności związkowej, lecz działając wspólnie z innymi działaczami związkowymi zorganizowali i kierowali akcją protestacyjną i strajkiem okupacyjnym w Zakładzie Eksploatacji Tramwajów w Krakowie Podgórzu. W wyniku rewizji Izba Wojskowa Sądu Najwyższego 4 maja 1982 r. orzekła karę 2 lat pozbawienia wolności. Pracownicy Zajezdni Tramwajowej MPK w Krakowie Podgórzu skierowali do Rady Państwa PRL prośbę o ułaskawienie Krzysztofa Bzdyla, ale Rada Państwa Uchwałą z dnia 08 czerwca 1983 r. postanowiła nie skorzystać z prawa łaski. Krzysztof Bzdyl osadzony był w Zakładach Karnych ZK w Raciborzu, Strzelcach Opolskich, Kłodzku i Strzelinie. 29 lipca 1983 Sąd Warszawskiego Okręgu Wojskowego na podstawie amnestii uchwalonej 22 lipca 1983 r. darował mu resztę kary i 3 sierpnia 1983 r. Krzysztof Bzydl zwolniony został z więzienia.
3 maja 1984 r. został w Krakowie zatrzymany przez SB jako uczestnik „zajść ulicznych". Z aresztu wypuszczono go następnego dnia.
W 1984 wyemigrował do Stanów Zjednoczonych, gdzie przebywał do 2006 r. Był nadal zaangażowany w działalność społeczną. Kontynuował współpracę z KPN i jako przedstawiciel tej organizacji do maja 1989 r. wydawał w Saint Louis pismo „Wolna Polska”. W 1991 r. ukończył tam księgowość na Sanford Brown College.
W 1999 r. był współzałożycielem stowarzyszenia „Związek Konfederatów Polski Niepodległej 1979–1989”, a od czerwca 2010 r. jest jego prezesem.
Jest członkiem Kapituły Medalu „Niezłomnym w słowie”
Wszedł w skład komitetu wspierającego kandydaturę Karola Nawrockiego na prezydenta RP w wyborach w 2025.

## Odznaczenia
Postanowieniem z dnia 4 września 2009 r. został odznaczony Krzyżem Komandorskim Orderu Odrodzenia Polski przez Prezydenta Lecha Kaczyńskiego za wybitne zasługi w działalności na rzecz przemian demokratycznych w Polsce, za osiągnięcia w podejmowanej z pożytkiem dla kraju pracy zawodowej i społecznej.

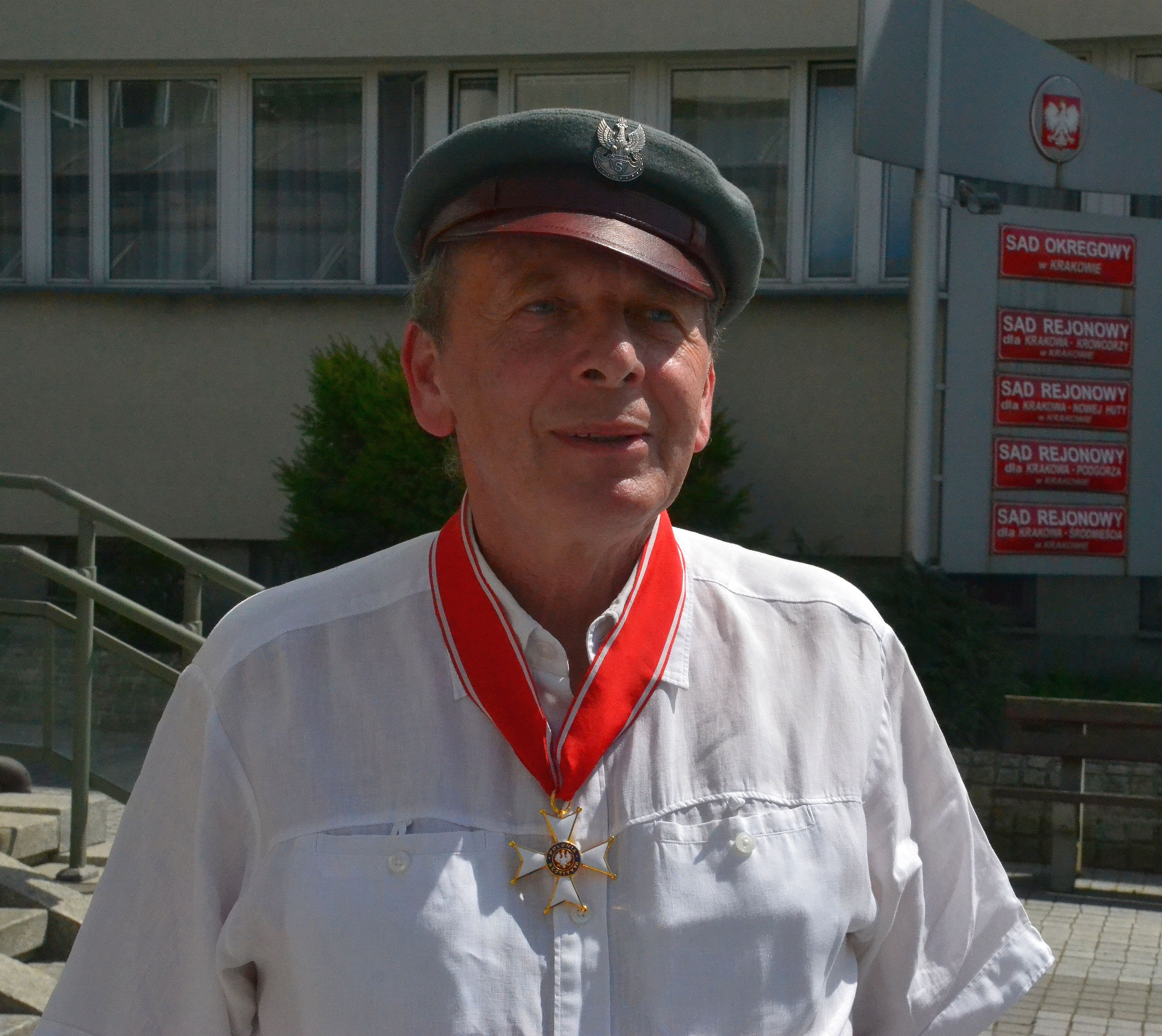
Krzysztof Bzdyl przed sądami krakowskimi (2016)

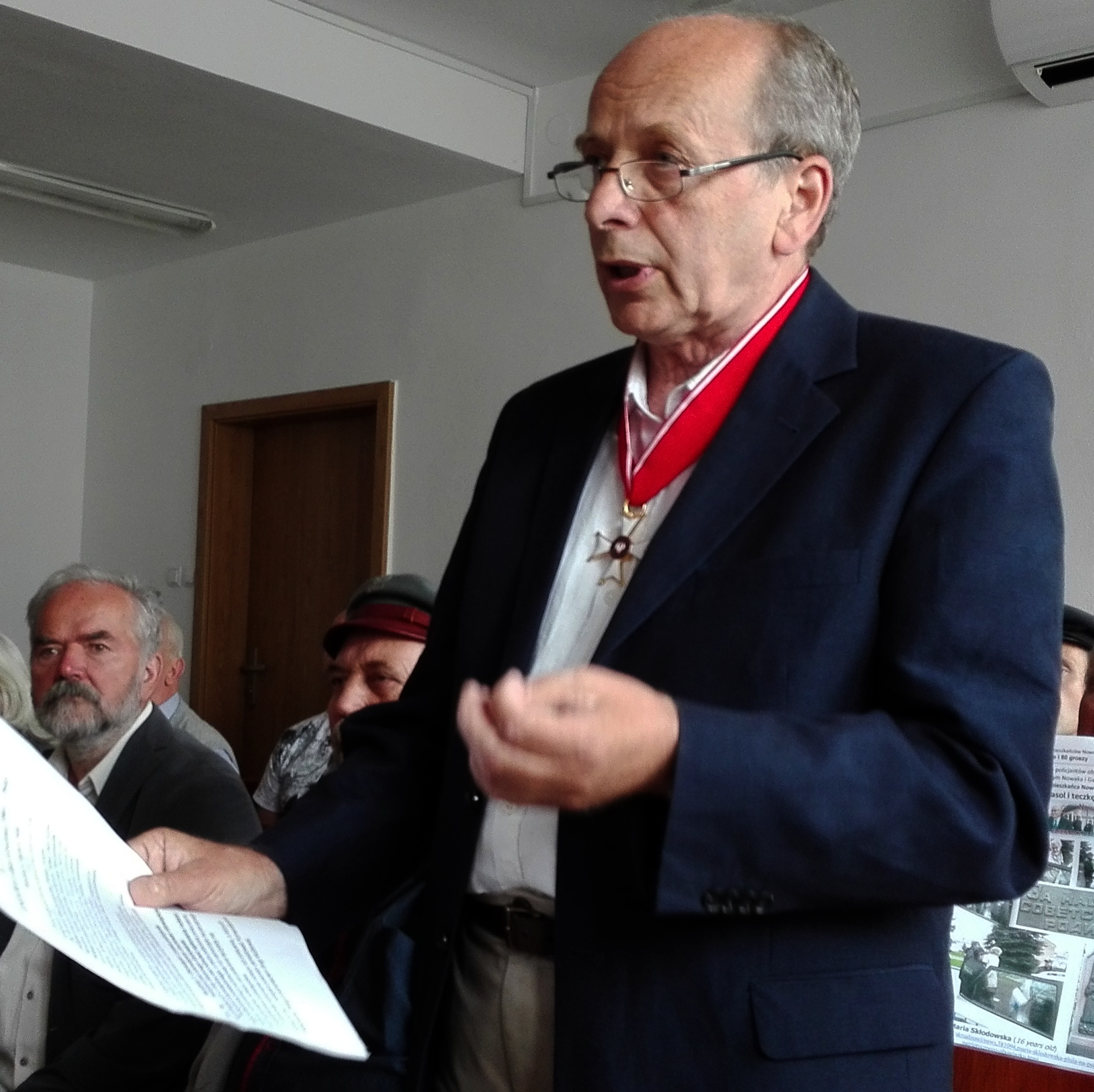
Krzysztof Bzdyl na rozprawie sądowej (2016)